# Wahl des deutschen Bundespräsidenten 1964
- SPD: 445
- BHE: 2
- BP: 3
- SVP: 1
- CDU/CSU: 485
- FDP: 105
- Unabh.: 1

Die Wahl des deutschen Bundespräsidenten 1964 fand am 1. Juli 1964 in der Ostpreußenhalle auf dem Berliner Messegelände statt. Dabei wurde Bundespräsident Heinrich Lübke von der 4. Bundesversammlung für eine zweite Amtszeit als zweiter Bundespräsident wiedergewählt. Lübke wurde außer von CDU/CSU mit 485 Sitzen in der Bundesversammlung auch von der SPD mit 445 Sitzen unterstützt. Möglicherweise spielte dabei eine Rolle, dass Lübke als Befürworter einer Großen Koalition galt, die dann 1966 tatsächlich zustande kam. Die FDP mit 104 Sitzen nominierte Ewald Bucher, den amtierenden Bundesminister der Justiz. Für diesen wurden 123 Stimmen abgegeben, für Lübke 710. Die 187 Enthaltungen stammten wahrscheinlich ganz überwiegend von Wahlleuten der SPD.

## Bundesversammlung
Die Bundesversammlung wurde gemäß § 8 BPräsWahlG von dem Präsidenten des Bundestages, Eugen Gerstenmaier, geleitet.
Nach Art. 54 Abs. 5 GG ist gewählt, wer im ersten oder zweiten Wahlgang „die Stimmen der Mehrheit der Mitglieder der Bundesversammlung erhält“. 1964 waren hierzu 522 Stimmen notwendig. In dem weiteren 3. Wahlgang ist der Kandidat mit den meisten Stimmen gewählt. In der Bundesversammlung verfügte die CDU/CSU mit 485 die meisten Sitze. AuchSPD mit ihren 445 Sitzen unterstützte Heinrich Lübke, während die FDP Ewald Bucher ins Rennen schickte. Dieser galt jedoch angesichts der nur 105 Sitzen seiner Partei chancenlos.
| Partei      | Partei | Mitglieder | Mitglieder | Mitglieder |
| Partei      | Partei | Bund       | Länder     | gesamt     |
| ----------- | ------ | ---------- | ---------- | ---------- |
| CDU/CSU     |        | 250        | 235        | 485        |
| SPD         |        | 204        | 241        | 445        |
| FDP         |        | 66         | 39         | 105        |
| BP          |        | –          | 3          | 3          |
| GB/BHE      |        | –          | 2          | 2          |
| SVP         |        | –          | 1          | 1          |
| Unabhängige |        | 1          | –          | 1          |
| Gesamt      | Gesamt | 521        | 521        | 1042       |

## Ergebnis
| Wahlgang                                                       | Kandidat                 | Stimmenzahl | Anteil | Partei | Partei | Unterstützer |
| -------------------------------------------------------------- | ------------------------ | ----------- | ------ | ------ | ------ | ------------ |
| 1. Wahlgang                                                    | Heinrich Lübke           | 710         | 68,1 % |        | CDU    | CDU/CSU, SPD |
| 1. Wahlgang                                                    | Ewald Bucher             | 123         | 11,8 % |        | FDP    | FDP          |
| 1. Wahlgang                                                    | Enthaltungen             | 187         | 17,9 % |        |        |              |
| 1. Wahlgang                                                    | Ungültige Stimmen        | 4           | 0,4 %  |        |        |              |
| 1. Wahlgang                                                    | Nicht abgegebene Stimmen | 18          | 1,8 %  |        |        |              |
| Damit war Heinrich Lübke wieder zum Bundespräsidenten gewählt. |                          |             |        |        |        |              |